# Rocca d’Arazzo
Rocca d’Arazzo (piemontiul: La Ròca d'Arass) település Olaszországban, Piemont régióban, Asti megyében. Lakosainak száma 926 fő (2023. január 1.). Rocca d’Arazzo Asti, Castello di Annone, Montaldo Scarampi, Rocchetta Tanaro, Mombercelli, Montegrosso d’Asti, Vigliano d’Asti és Azzano d’Asti községekkel határos.

## Népesség
A település lakossága az elmúlt években az alábbi módon változott:
| Lakosok száma | 935  | 905  | 926  |
|               | 2017 | 2018 | 2023 |